# Boeckella asymmetrica
Boeckella asymmetrica is een eenoogkreeftjessoort uit de familie van de Centropagidae. De wetenschappelijke naam van de soort is voor het eerst geldig gepubliceerd in 1914 door Searle.